# Racova
Racova je rumunská obec v župě Bacău. Žije zde přibližně 3 400 obyvatel. Skládá se ze čtyř částí.

## Části obce
- Racova – 2 317 obyvatel
- Gura Văii – 690 obyvatel
- Hălmăcioaia – 297 obyvatel
- Ilieși – 129 obyvatel